# Automolis heringi
Automolis heringi là một loài bướm đêm thuộc phân họ Arctiinae, họ Erebidae.